# Détroit de Mactan
Le détroit de Mactan se trouve dans la région métropolitaine de Cebu et sépare les îles de Cebu et de Mactan aux Philippines.

## Géographie
Le détroit de Mactan est un mince bras de mer d'environ 12 km de long pour une largeur à ses extrémités d'environ 500 m. Il est situé entre les îles de Cebu à l'est et Mactan à l'ouest ; il relie le détroit de Cebu au sud à la mer des Camotes au nord. Des mangroves et coraux se trouvent au sud du détroit,.
Trois ponts l'enjambent pour relier les iles de Cebu et Mactan : le pont Mactan-Mandaue, long de 864 mètres et mis en service en 1970 ; le pont Marcelo Fernan, long de 1237 mètres et mis en service en août 1999 ; et le pont Cebu-Cordova, long de 8,9 km et mis en service en 2022. Ce troisième pont est le plus long du pays. Le trafic routier est alimenté par la présence de l'aéroport international de Mactan-Cebu sur la petite île de Mactan.
Au début des années 2000, l'eau du détroit était fortement pollué avec une accumulation de déchets en son fond.

## Économie et navigation
C'est un important point de passage maritime pour relier le port de Cebu, l'un des principaux ports maritimes du pays, qui se trouve sur la côte ouest du détroit. En 2020, quelque 80 000 navires traversent le détroit par an, ce qui rend le trafic difficile et les accidents fréquents ; la mise en place d'un système informatisé de gestion de trafic vise à améliorer cette situation,.
Le 16 août 2013, une terrible collision entre le ferry MV St. Thomas Aquinas et un cargo entraîne la mort de plus d'un centaine de personnes dans le détroit. Le 21 mai 2023, 35 personnes sont blessées dans la collision d'un navire à grande vitesse avec un cargo.

## Galerie

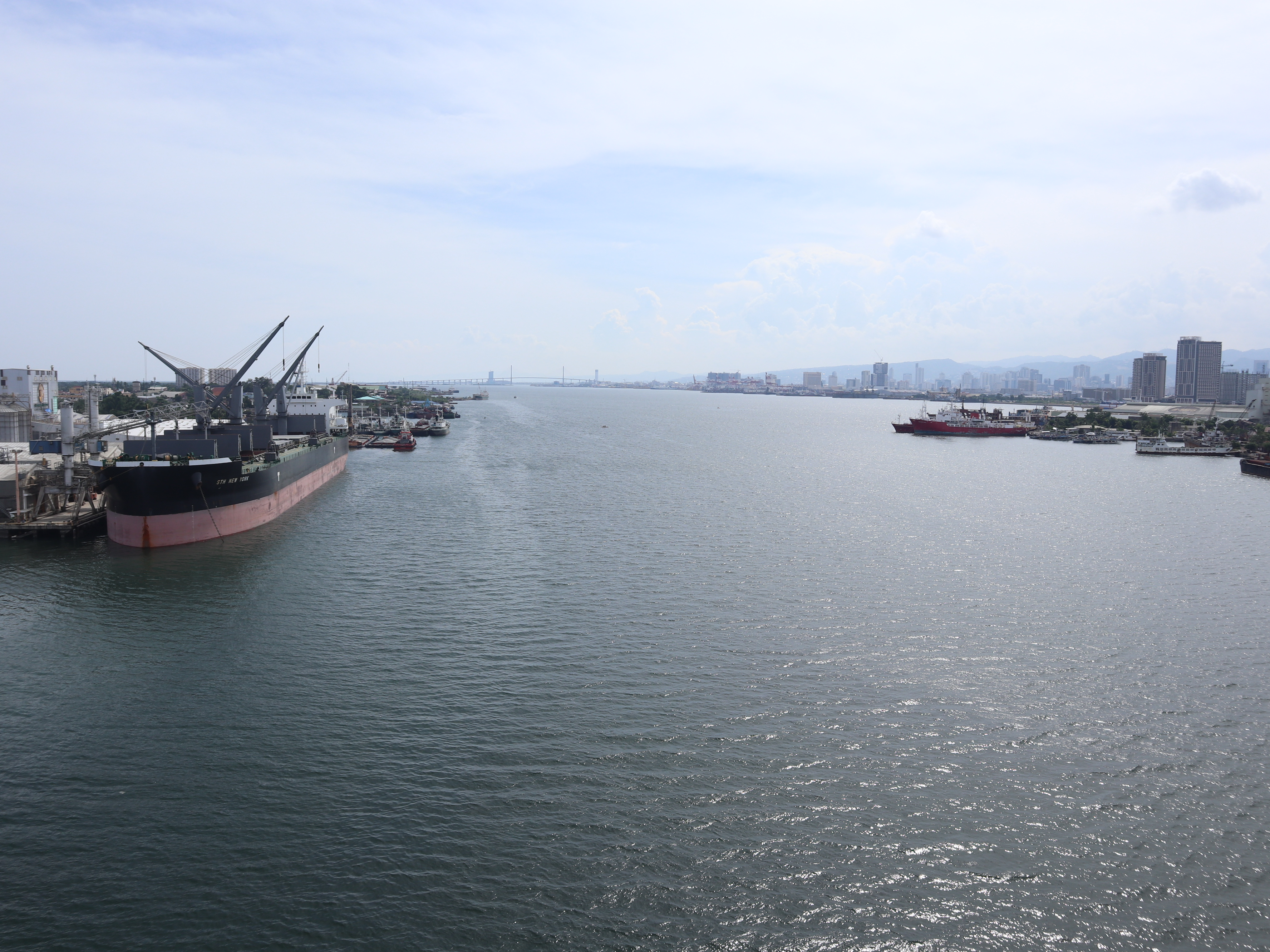
Vue vers le sud du détroit depuis Lapu-Lapu.
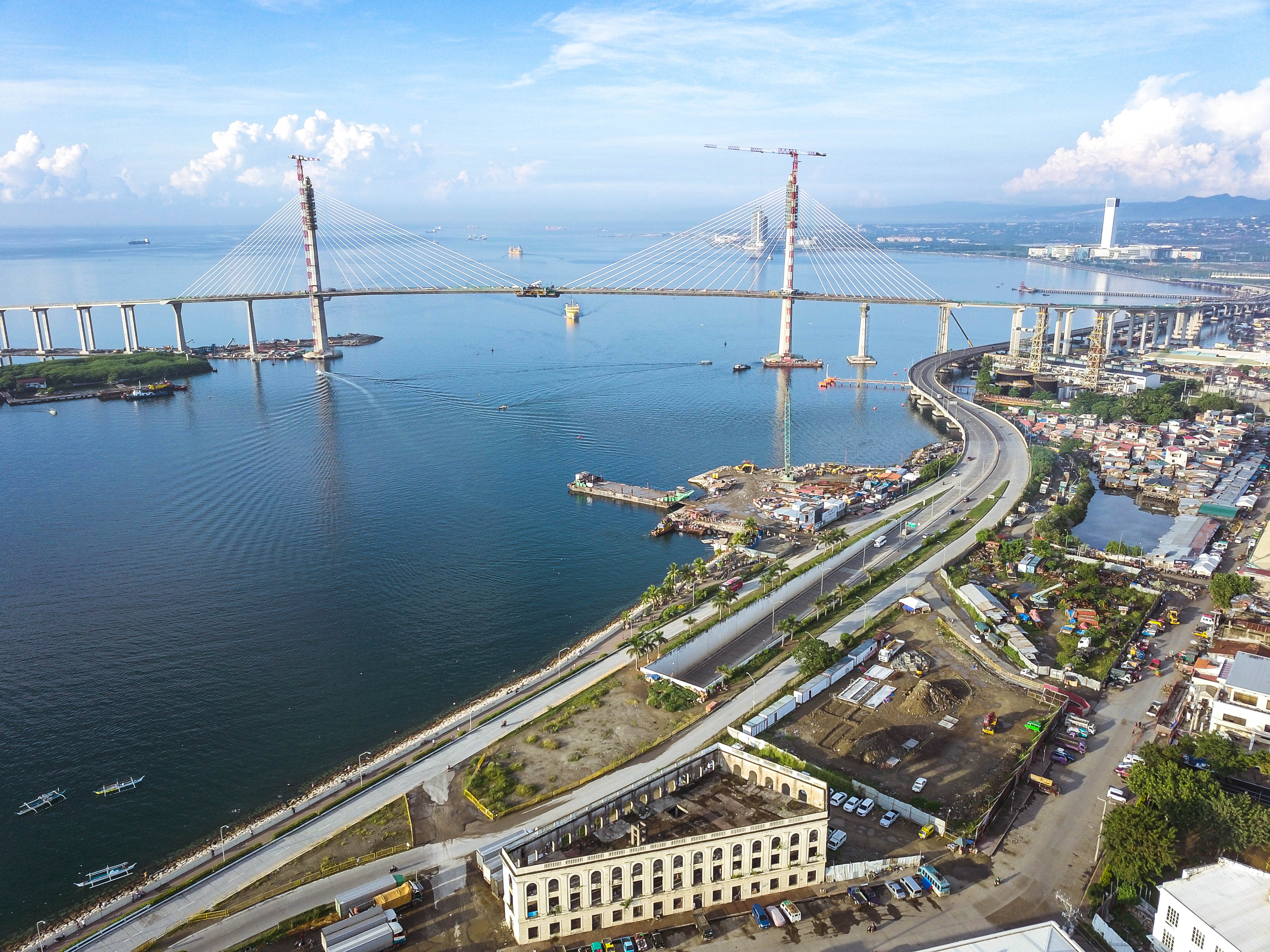
Extrémité sud du détroit, avec le pont Cebu-Cordova.
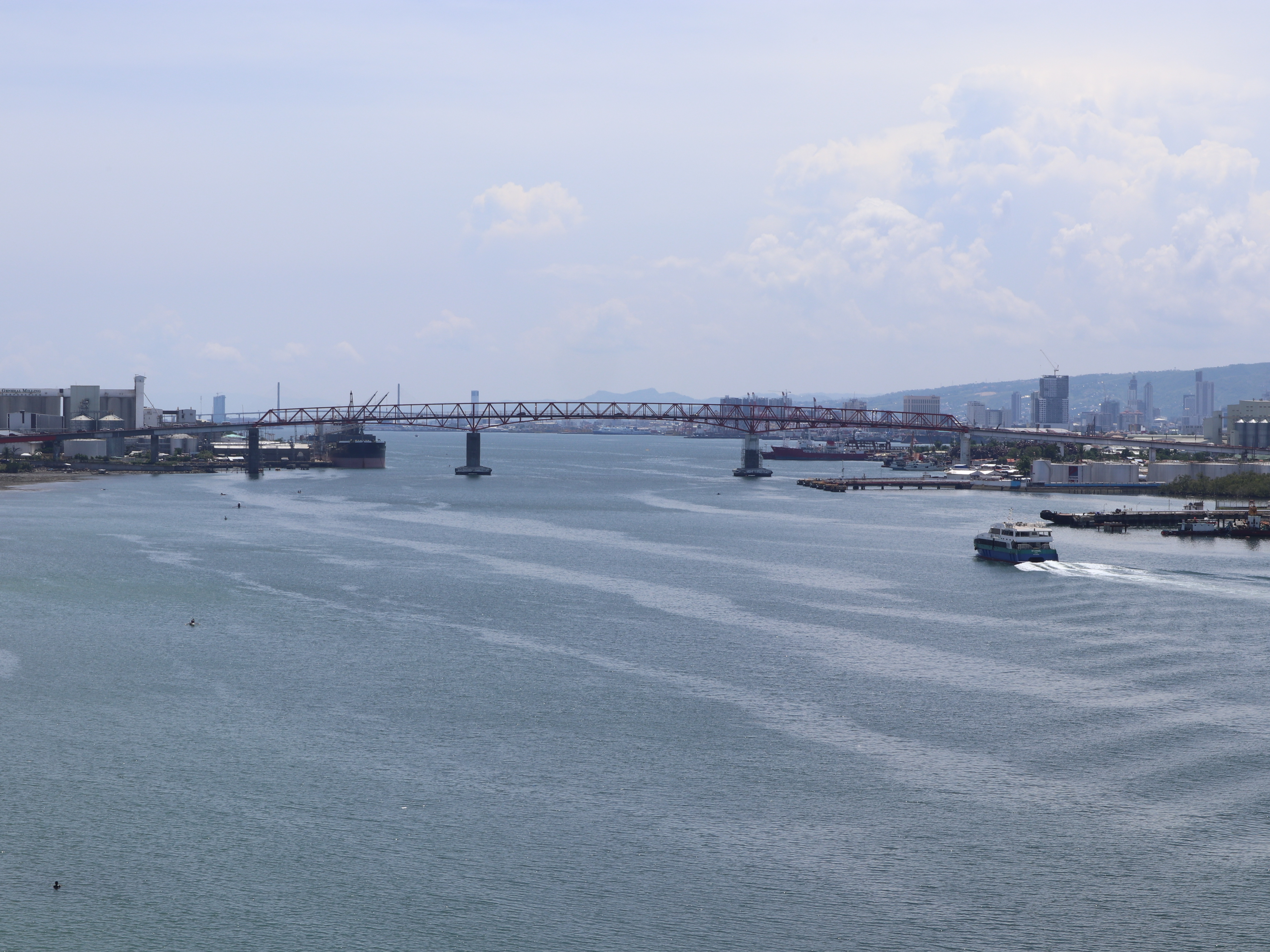
Pont Mactan-Mandaue au centre du détroit.
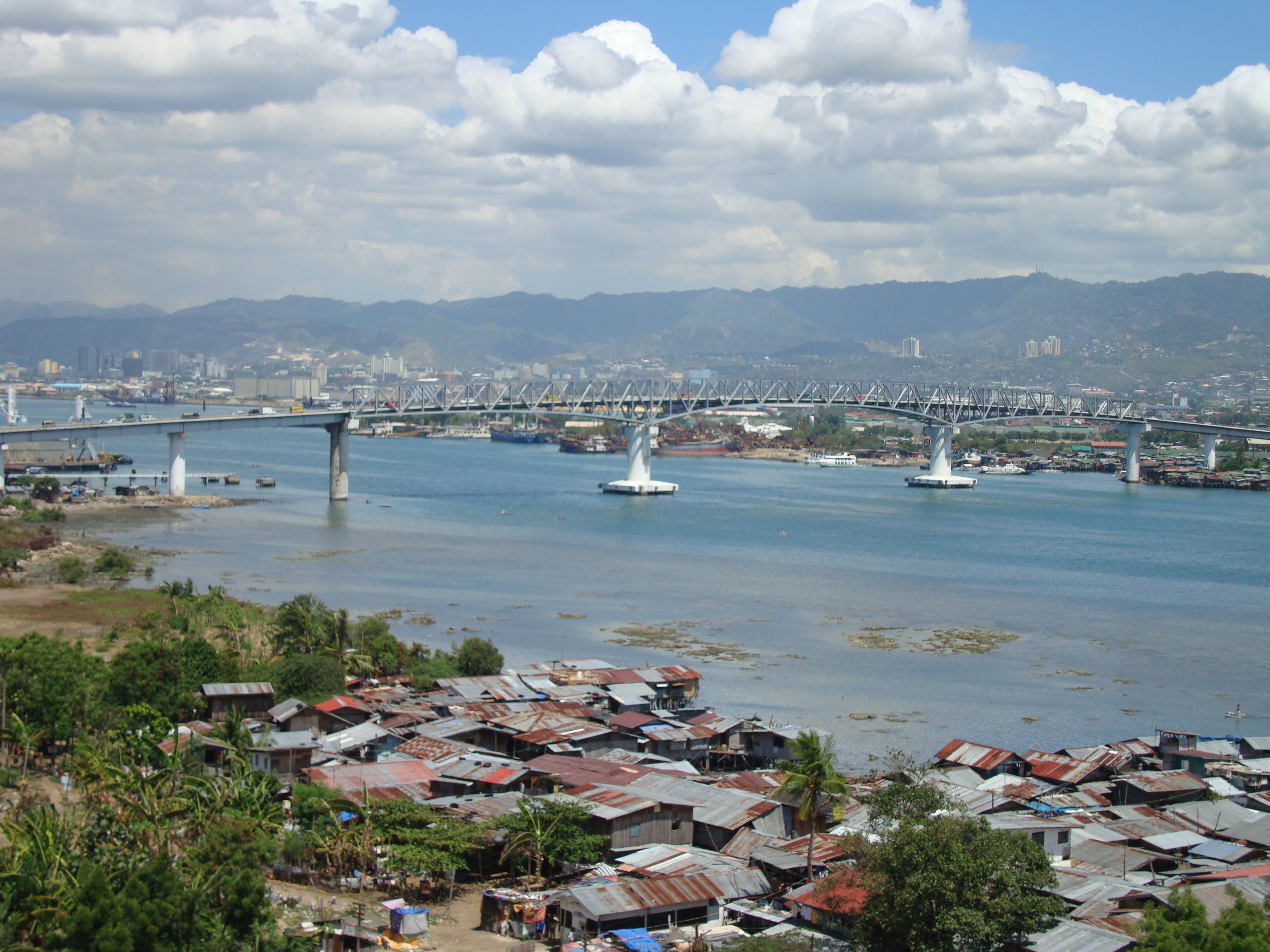
Partie centrale du détroit avec le pont Mactan-Mandaue.
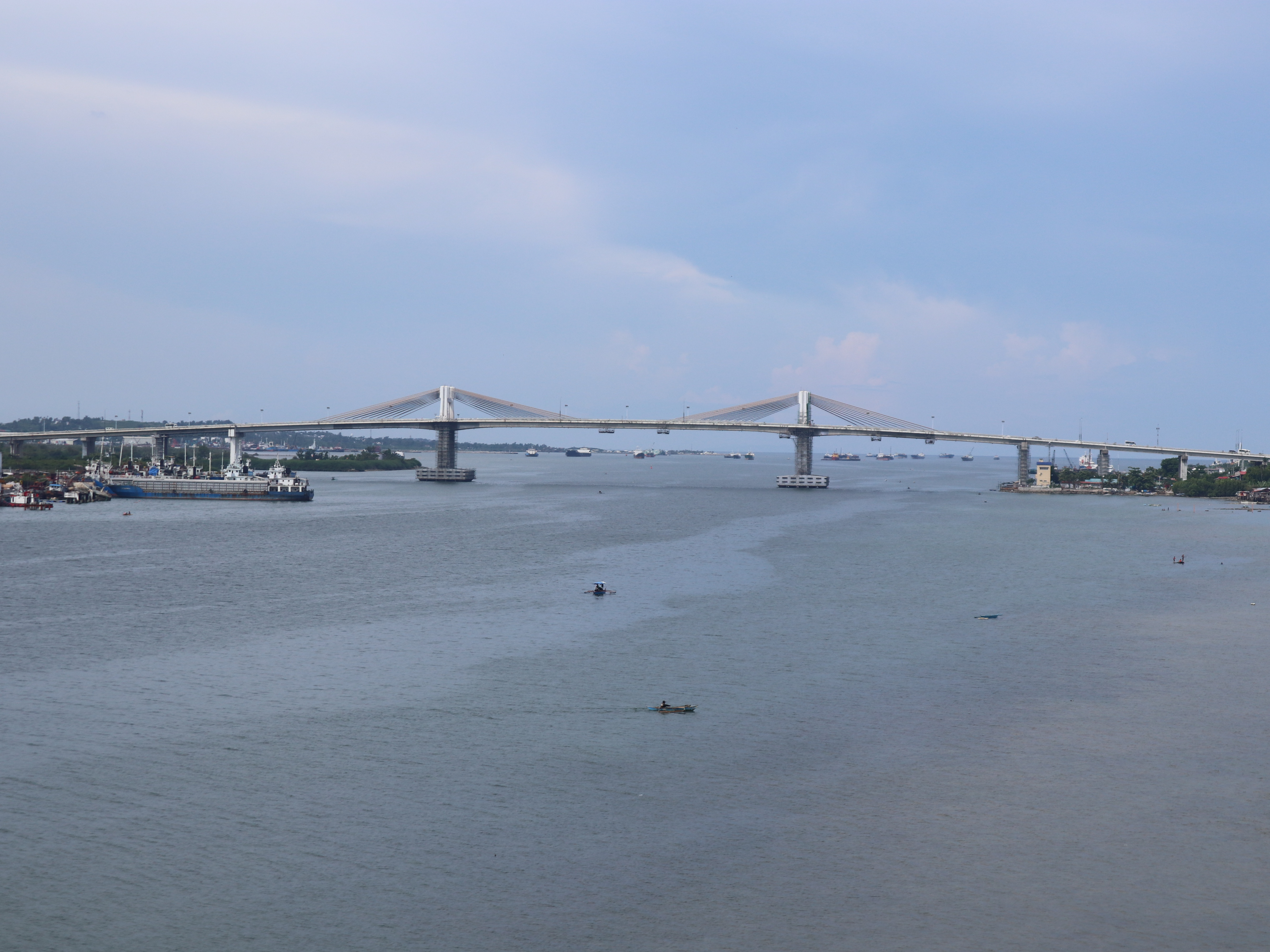
Pont Marcelo Fernan, vue vers le nord.
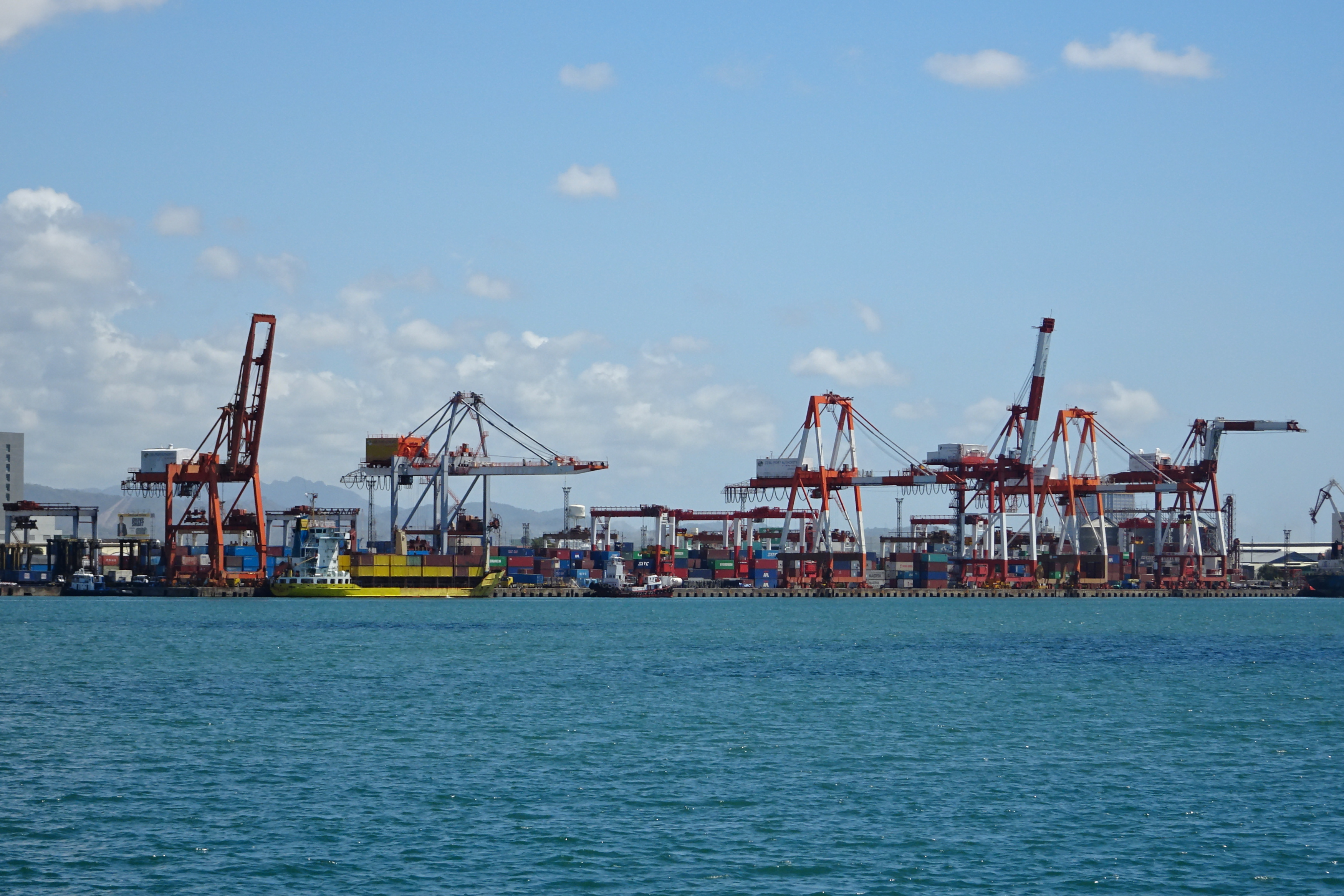
Port maritime de Cebu dans le détroit.